# Chironius vincenti
Chironius vincenti је гмизавац из реда Squamata.

## Угроженост
Ова врста је крајње угрожена и у великој опасности од изумирања.

## Распрострањење
Ареал врсте је ограничен на једну државу. 
Свети Винсент и Гренадини су једино познато природно станиште врсте.